# Kitab al-Aghani

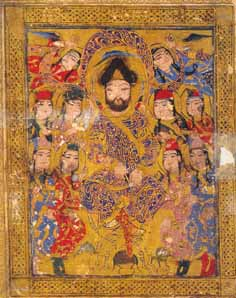
Illustrazione dal Kitāb al-aghānī (Libro dei Canti), 1216-20, di Abu al-Faraj al-Isfahani.

Il Kitāb al-aghānī (in arabo كتاب الأغاني‎?, "Il Libro dei Canti"), è una raccolta enciclopedica di poemi e testi di canti di oltre 20 volumi (nelle edizioni moderne). Viene datato al X secolo e fu composto dal letterato Abū l-Faraj al-Iṣfahānī (var. al-Isbahānī). Abū l-Faraj al-Iṣfahānī affermava di aver occupato 50 anni per scrivere l'intera sua opera, che si sviluppa per circa  10 000 pagine.
L'opera è divisa in tre sezioni distinte: la prima ospita le '100 migliori canzoni' scelte dal califfo Hārūn al-Rashīd; la seconda indica i compositori operanti negli ambienti del potere monarchico, e la terza le canzoni prescelte dall'autore stesso. Il libro copre il periodo che, dalla Jāhiliyya, finisce col IX secolo.
A causa del fatto che l'opera viene corredata da annotazioni biografiche dei personaggi ospitati nel Kitāb al-aghānī, essa è un'importante fonte storica, utile anche per chi sia interessato ai risvolti sociologici della letteratura araba.